# Expo 2020
Expo 2020 was de 35e universele wereldtentoonstelling. 
Voor de organisatie van de Expo 2020 hadden zich vijf steden kandidaat gesteld bij het Bureau International des Expositions. De kandidaten hadden elk een eigen motto en verschillende begin- en einddatum voorgesteld.
De kandidaten waren:
- İzmir, Turkije, 30 april 2020 - 31 oktober 2020, motto: Nieuwe wegen naar een betere wereld en gezondheid voor iedereen.
- São Paulo, Brazilië, 15 mei 2020 - 14 november 2020, motto: Kracht van diversiteit, harmonie om te groeien
- Jekaterinenburg, Rusland, 1 mei 2020 - 31 oktober 2020, motto: Globaal denken
- Ayutthaya, Thailand, 15 januari 2020 - 15 juni 2020, motto: Globalisering herdefiniëren, evenwichtig en duurzaam leven.
- Dubai, Verenigde Arabische Emiraten, 4 januari 2020 - 30 juni 2020, motto: Geesten verbinden, bouwen aan de toekomst.

Tijdens de 153e algemene vergadering van het BIE op 11 en 12 juni 2013 is besloten om Ayutthaya van de kandidatenlijst af te voeren wegens het ontbreken van garanties door de Thaise overheid. De andere kandidaten hebben daarna ieder een symposium op locatie georganiseerd, te beginnen in juli in Rusland en eindigend eind oktober te Dubai. Na evaluatie zijn Dubai en Jekaterinenburg als kandidaten overgebleven. Op de 154e algemene vergadering op 26 en 27 november 2013 is de Expo, met 116 tegen 47 stemmen, aan Dubai toegewezen. De tentoonstelling zou worden gehouden van 20 oktober 2020 tot 10 april 2021, op 21 april 2020 werd echter in verband met de coronapandemie besloten de tentoonstelling bijna een jaar op te schuiven. De algemene vergadering bekrachtigde het uitstel, met de vereiste twee derde meerderheid, in een stemming op afstand die op 29 mei 2020 om 18:00 uur (Parijse tijd) werd afgesloten. Ondanks deze verschuiving houden de organisatoren vast aan de naam Expo 2020.